# Kostel svatého Jiří (Karlovice)
Kostel svatého Jiří v Karlovicích u Turnova byl postaven v průběhu 14. století v dnes již zaniklé vsi Přáslavice. V současnosti jde o filiální kostel náležející do římskokatolické farnosti-děkanství Turnov. Je chráněn jako kulturní památka České republiky.

## Popis
Kostel se nachází na ostrohu nad korytem Radvánovického potoka. Jedná se o jednolodní gotickou stavbu orientovanou s oltářem jihovýchodně. Oltář je umístěn ve sníženém presbyteriu navazujícím na hlavní loď. Nad hlavní lodí se nachází sanktusová věžička, která je v současnosti beze zvonu. Naproti presbyteriu je umístěna kamenná zvonice tvořená pískovcovými kvádry spojenými maltou. Loď kostela je omítnuta a natřena světle žlutě, dekorativní prvky jsou bílé.

### Zvonice

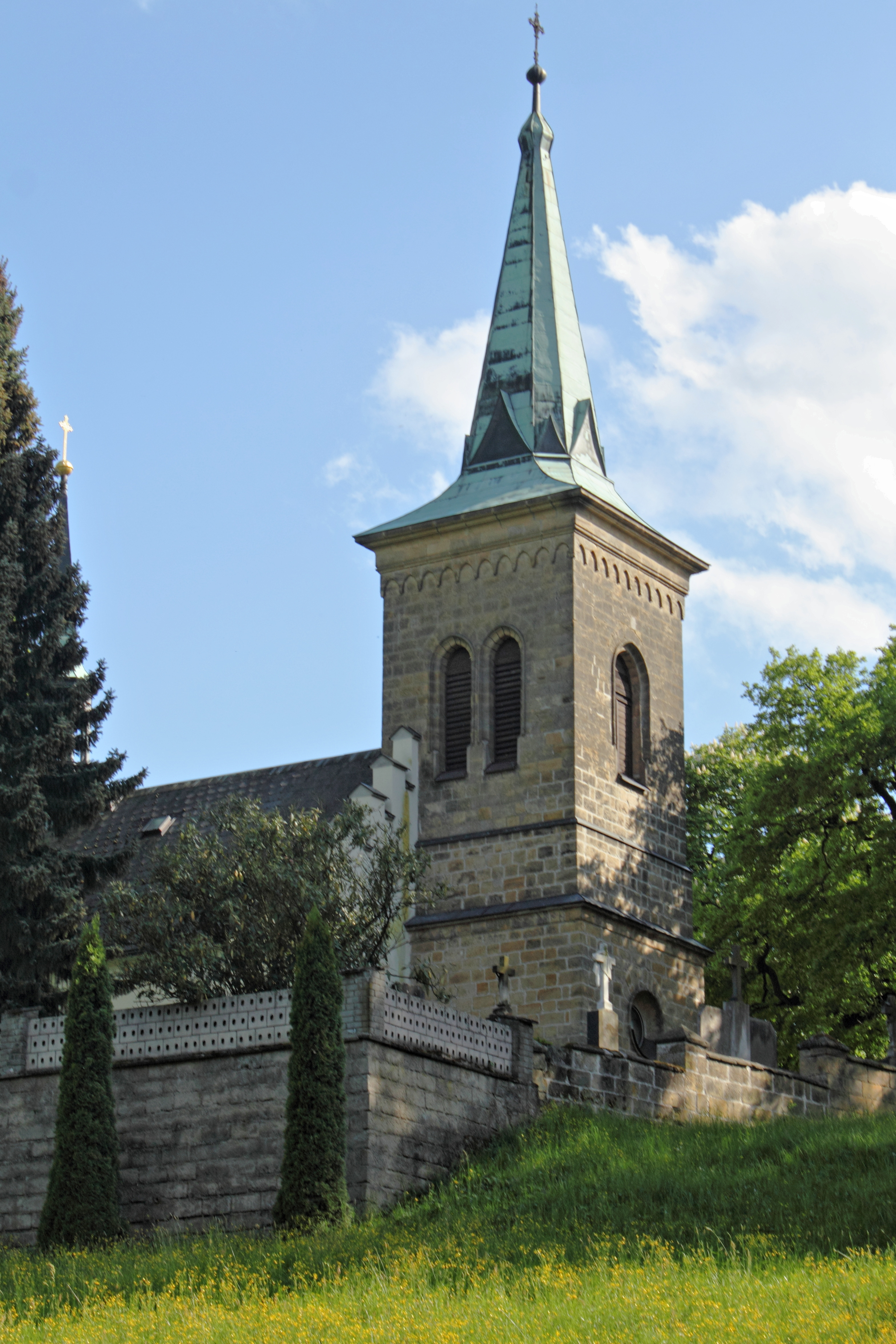
Věž kostela sv. Jiří

Vstup do zvonice je z přízemí, naproti presbyteriu – severozápadním směrem. Vstupní část tvoří lomený oblouk s ostěním. Následují jednoduché dvoukřídlé dřevěné dveře, které jsou kryty dekorativní mříží s pozlacenými kříži a ozdobnými klikami v podobě cypřišových šišek. Nad vstupem se nachází kulaté okénko s ostěním, které je zvenku zasklené; zevnitř s barevnou vitráží v podobě květin, protnuté kovovou vlnkou. Další segment věže je užší, oddělený římsou, pruhem užšího zdiva a další římsou. Následují ze stran (severovýchodním a jihozápadním směrem) dvě úzká vysoká okna s lomeným obloukem ozdobená z velké části ostěním. Kolmo na loď kostela je to pak jedno velké okno s lomeným obloukem taktéž v horní části zdobené ostěním. Směrem do lodi okno ven není, protože hřeben lodi kostela dosahuje do více než poloviny horních oken.
Špičatá měděná jehlancová střecha pak sedí na římse přesahující mírně objem věže. Pod římsou je půlkruhový dekorační vlys – stejný vlys zdobí i čtyřhrannou římsu presbyteria a hlavní lodi. Na vrcholu věže je cibule s dekorativním křížem. Po věži je veden hromosvod.
Věž nese dva zvony z roku 1707 s reliéfy svatého Jiří a Panny Marie a znaky pánů ze Smiřic a Valdštejnů.

### Hlavní loď a presbyterium
Hlavní loď je k věži připojena opticky přes zubatou zeď. Stejným způsobem je připojeno presbyterium nad jehož střechu vystupuje omítnutá, bíle natřená zubatá zeď. V hlavní lodi chrámu je z jihozápadu umístěna předsíň – vstup do kostela. Dveře jsou opět dvoukřídlé dřevěné, zakryté dekorativní mříží. Nad dveřmi je dekorativní kruhové okénko. Zepředu nad střechu předsíně vystupuje zubatá stěna. Ke kostelu se přistupuje přes hřbitov, po cestě lemované cypřiši od branky. Branka je kovová, novodobá zavěšená na dvou pískovcových sloupech ozdobených na vrchu pyramidkou. Sloupy jsou připojeny ke hřbitovní zdi, která obepíná kostel.
V hlavní lodi je proraženo několik gotických oken s lomeným obloukem s ostěním. Sanktusová věžička je sedmihranná s lomenými otvory, dlouhou špičatou měděnou střechou ukončenou cibulí a křížkem.
V presbyteriu jsou pak okna tři, také zdobená vitrážemi. Voda ze střechy imitující břidlici, je svedena okapovou rourou do kanálu. Presbyterium je v rozích podepřeno 2 vzpěrami.

### Hřbitov
Kostel svatého Jiří obklopuje nevelký hřbitov obehnaný kamennou a částečně i zděnou zdí. U vstupu se nachází zvenku památný strom – Jírovec před hřbitovem v Přáslavicích. Kol dokola jsou další stromy a to i za zdí kostela, i ty jsou chráněny jako Duby na hřbitově v Přáslavicích. Vstupuje se jižním směrem z prostranství mezi hřbitovem a obecním úřadem. Ze severní strany je hmota hřbitova na náspu. Hroby jsou různého charakteru, nacházejí se zde i kamenné dříky s kovovými kříži. U vstupu do kostela se nachází zvenku také jeden kovový kříž na kamenném dříku.

## Historie
Kostel pochází pravděpodobně ze 14. století. Po roce 1850 byla zbourána dřevěná zvonice se šlapacími zvony a nahrazena kamennou z pískovcových kvádrů. V roce 1871 pak byla klenutá loď kostela podložena plochým dřevěným stropem.